# 문기남
문기남(文基男, 1948년 ~ 2025년 8월 9일)은 조선민주주의인민공화국의 전 축구 선수이자 축구 감독이며, 2003년 탈북해 2004년 대한민국으로 귀순하였다. 선수 시절 100m를 11초대에 주파하는 빠른 발을 앞세워 상대 진영을 돌파하는 플레이에 강점이 있었던 것으로 알려져 있으며, 감독으로서는 선이 굵고 깊이가 있으며 세계적인 흐름을 지향하는 공격 축구를 선호했던 것으로 평가되었다.

## 생애
1948년 평안북도 정주군 출신으로, 1950년 광산업을 하던 아버지가 월남하자 외가가 있는 평양직할시로 피신하였다. 그리고 평양연극영화대학을 재학했으며, 1965년 로동자체육단에 입단해 공격수로 활약하였다. 또한 1965년 조선민주주의인민공화국 U-20 국가대표팀에 선발된 이후 1974년 아시안 게임 당시 조선민주주의인민공화국 축구 국가대표팀의 일원으로 참가했으나, 1976년 판문점 도끼 살인 사건 이후 불순세력으로 몰려 량강도로 추방되었다. 하지만 장성택의 비호를 받아 복권되어 조선로동당 입당 및 조선인민군 직위를 수여받았으며, 1981년 국가보위부 5국 소령 및 은파산체육단의 선수 겸 감독이 되었다.
이후 1990년 열린 아시아 청소년 축구 선수권 대회에 출전할 조선민주주의인민공화국 U-20 국가대표팀의 코치를 맡아 안세욱 감독을 보좌하며 대회 준우승을 이끌어 1991년 FIFA 세계 청소년 축구 선수권 대회 본선 진출권을 획득했으며, 대회 종료 이후 대회 우승을 차지한 대한민국 U-20 대표팀과의 남북 단일팀 논의가 본격화되어 1991년에 벌어진 남북 단일팀 구성을 위한 평가전에 출전할 대표팀에 코치로 참여하였다. 또한 남북 단일팀이 확정되자 조선민주주의인민공화국 측의 임원으로 합류했으며, 대회 본선에서 남북 단일팀이 아르헨티나를 꺾는 등의 이변을 일으키며 1승 1무 1패로 8강 토너먼트에 진출하는 등 좋은 성과를 거두는 데 일조하였다. 그리고 조선민주주의인민공화국 여자 축구 국가대표팀으로 부임해 1993년 AFC 여자 축구 선수권 대회에서 팀을 대회 준우승으로 이끌었으며, 이후 1999년부터 2000년까지 조선민주주의인민공화국 축구 국가대표팀 감독으로 임명되어 킹스컵 및 2000년 AFC 아시안컵 예선을 지휘하였다. 하지만 태국에 밀려 2000년 AFC 아시안컵 본선 진출에 실패하며 좋지 않은 성과를 내었으며, 결국 그 해 9월 리정만과 교체된 뒤 조선민주주의인민공화국 축구 연맹의 기술위원으로 활동하였다.
그 뒤 2003년 개인의 신변에 변화를 사유로 가족들과 함께 탈북한 뒤 중화인민공화국을 거쳐 2004년 1월 대한민국으로 귀순했으며, 2005년 정몽준의 추천으로 울산대학교 감독으로 선임되었다. 그리고 그 해 전국체육대회에서 팀의 준우승에 기여한 뒤 지도자상을 수상했으며,
 2009년까지 지휘봉을 잡은 뒤 2010년 울산과학대학교 여자 축구부의 고문으로 위촉되었다. 또한 2008년 '경평 OB 대항축구전'에 '평양 OB팀'의 일원으로 참가하였다.

## 기타
1998년 탈북해 1999년 대한민국으로 귀순한 윤명찬과는 절친 사이이며, 최만희와는 1991년 FIFA 세계 청소년 축구 선수권 대회 당시 남북 단일팀의 트레이너 신분으로 참가해 인연을 쌓으며 서로 의형제를 맺기도 했다. 이외에 손광호, 오길남, 윤정수, 김광민 등과 친분이 있다.
1950년 한국 전쟁 당시 아버지가 월남해 이별했으며, 이후 2004년 문기남이 대한민국으로 귀순해 생사를 확인했지만 끝내 찾지 못했다.
장남인 문성민 또한 축구인으로 조선민주주의인민공화국 축구 국가대표팀 소속으로 활동했으며, 대한민국으로 귀순한 이후 대한축구협회 3급 심판 및 3급 지도자 과정을 이수하였다. 또한 차남인 문경근은 성남 일화 천마에서 입단 테스트를 받기도 했다.
1991년 FIFA 세계 청소년 축구 선수권 대회 당시 자신이 입었던 유니폼을 2001년 축구 자료 수집가 이재형이 수집하였고, 2003년 이를 수원월드컵경기장 측에 기증해 이후 '수원월드컵기념관'에 전시되었다.
선수 시절 코뼈가 부러지는 사고를 당했으며, 대한민국으로 귀순한 이후 성형 수술을 받았다.